# San Andrés de Machaca (La Paz)
San Andrés de Machaca ist eine Ortschaft im Departamento La Paz im südamerikanischen Anden-Staat Bolivien.

## Lage
San Andrés de Machaca ist zentraler Ort des Municipios San Andrés de Machaca in der Provinz Ingavi. San Andrés de Machaca liegt auf einer Höhe von 3948 m in der weiten Ebene des Río Desaguadero, 45 Kilometer südlich des Titicacasees.

## Geographie
San Andrés de Machaca liegt zwischen den Gebirgsketten der Cordillera Oriental und der Cordillera Central im andinen Trockenklima des Altiplano mit einem mittleren Jahresniederschlag von etwa 500 mm (siehe Klimadiagramm Nazacara). Die Region weist ein ausgeprägtes Tageszeitenklima auf, bei dem die mittleren Temperaturen im Tagesverlauf stärker schwanken als im Jahresverlauf.
Die mittlere Durchschnittstemperatur der Region liegt bei 9 °C, die Monatsdurchschnittstemperaturen schwanken nur unwesentlich zwischen 5 °C im Juli und 10 °C im Dezember, die Monatsniederschläge liegen zwischen unter 10 mm von Mai bis August und bei 100 bis 125 mm im Januar und Februar.

## Verkehrsnetz
San Andrés de Machaca liegt in einer Entfernung von 136 Straßenkilometern südwestlich der Hauptstadt des Departamentos, La Paz.
Von La Paz führt die asphaltierte Nationalstraße Ruta 2 in westlicher Richtung nach El Alto, von dort die Ruta 19 weitere 23 Kilometer nach Südwesten bis Viacha. Hier zweigt die unbefestigte Ruta 43 in südwestlicher Richtung ab und erreicht über Nazacara nach 89 Kilometern San Andrés de Machaca. Die Straße führt dann weiter über Santiago de Machaca nach Hito IV an der peruanischen Grenze.

## Bevölkerung
Die Einwohnerzahl der Ortschaft ist in dem Jahrzehnt zwischen den beiden letzten publizierten Volkszählungen auf fast das Doppelte angestiegen. Detaildaten der aktuellen Volkszählung von 2012 liegen derzeit noch nicht vor:
| Jahr | Einwohner | Quelle       |
| ---- | --------- | ------------ |
| 1992 | 102       | Volkszählung |
| 2001 | 191       | Volkszählung |
| 2012 | 268       | Volkszählung |
| 2024 |           | Volkszählung |

Die Region weist einen hohen Anteil an Aymara-Bevölkerung auf, im Municipio San Andrés sprechen 94,4 Prozent der Bevölkerung Aymara.